# سانتي كوتش
سانتي كوتش (بالإسبانية: Santi Coch) هو لاعب كرة قدم ومدرب كرة قدم إسباني في مركز الدفاع، ولد في 27 مايو 1960 في Vimbodí i Poblet ‏ في إسبانيا. لعب مع خيمناستيك طركونة.